# Wood Lake (Minnesota)
Wood Lake es una ciudad ubicada en el condado de Yellow Medicine en el estado estadounidense de Minnesota. En el Censo de 2010 tenía una población de 439 habitantes y una densidad poblacional de 210,3 personas por km².

## Geografía
Wood Lake se encuentra ubicada en las coordenadas 44°39′5″N 95°32′7″O / 44.65139, -95.53528. Según la Oficina del Censo de los Estados Unidos, Wood Lake tiene una superficie total de 2.09 km², de la cual 2.09 km² corresponden a tierra firme y (0%) 0 km² es agua.

## Demografía
Según el censo de 2010, había 439 personas residiendo en Wood Lake. La densidad de población era de 210,3 hab./km². De los 439 habitantes, Wood Lake estaba compuesto por el 92.48% blancos, el 0% eran afroamericanos, el 4.56% eran amerindios, el 0% eran asiáticos, el 0% eran isleños del Pacífico, el 1.59% eran de otras razas y el 1.37% pertenecían a dos o más razas. Del total de la población el 7.52% eran hispanos o latinos de cualquier raza.